# Rue Ernest-Goüin
La rue Ernest-Goüin est une voie située dans le quartier des Épinettes du 17e arrondissement de Paris.

## Situation et accès
La rue Ernest-Goüin est desservie par la ligne 13 à la station Porte de Clichy, ainsi qu'à proximité par la ligne 3b du tramway d'Île-de-France.

## Origine du nom
Elle porte le nom de l'ingénieur et industriel Ernest Goüin (1815-1885) qui fut conseiller municipal de quartier et qui fonda les anciens ateliers des Batignolles.

## Historique

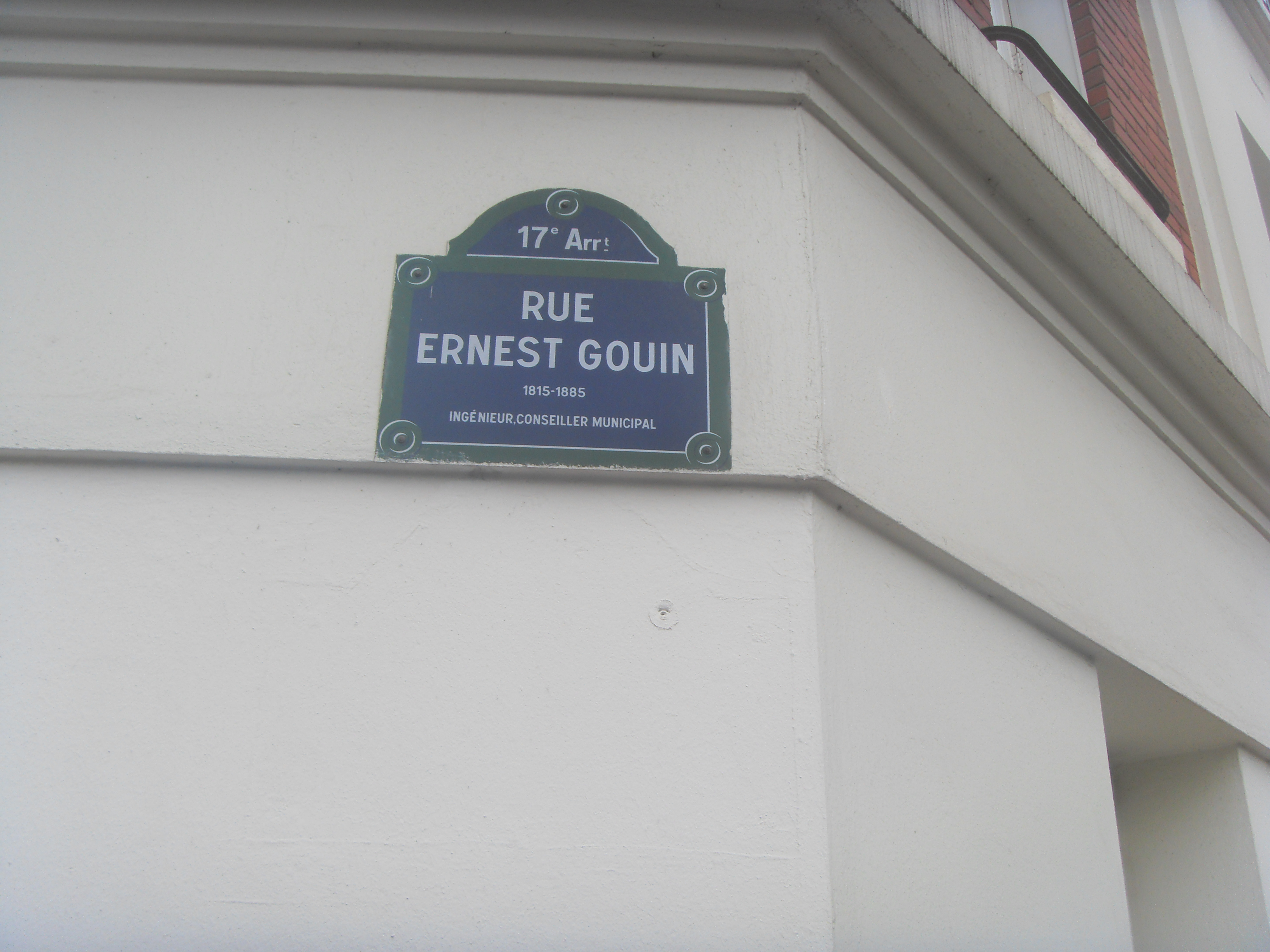

Cette rue est ouverte par la mairie de Paris en 1933 sur l'emplacement de l'usine Goüin après avoir pris sa dénomination actuelle par un arrêté du 11 août 1932.

## Bâtiments remarquables et lieux de mémoire
- Le square Ernest-Goüin (ex Boulay-Level)